# Končni sistolični volumen
Končni sistolični volumen (KSV) je prostornina krvi v srčnem prekatu na koncu sistole.
Končni sistolični volumen je najnižji volumen krvi v prekatu v vsem srčnem ciklu. Poglavitna dejavnika, ki vplivata na vrednost KSV, sta sistolično breme (angl. afterload) in krčljivost (kontraktilnost) srca.

## Uporaba
Končni sistolični volumen se lahko uporablja klinično za določanje pravilnosti praznjenja srca glede na sistolično funkcijo. Na elektrokardiogramu se končni sistolični volumen kaže na koncu vala T. Klinično se lahko določi z dvorazsežnostno ehokardiografijo, magnetnoresonančno tomografijo ali računalniško tomografijo srca.

## Vrednosti
Poleg končnega diastoličnega volumna končni sistolični volumen določa utripni volumen oziroma iztis krvi med posamezno fazo srčnega cikla.  Utripni volumen je razlika med končnim diastoličnim in končnim sistoličnim volumnom. Vrednosti KSV v spodnji preglednici veljajo za levi prekat.
| Parameter                        | Pribl. povprečna vrednost | Normalno območje         |
| -------------------------------- | ------------------------- | ------------------------ |
| Končni diastolični volumen (KDV) | 120 ml                    | 65–240 ml                |
| Končni sistolični volumen (KSV)  | 50 ml                     | 16–143 ml                |
| Utripni volumen (UV)             | 70 ml                     | 55–100 ml                |
| Iztisni delež (Ef)               | 58 %                      | 55–70 %                  |
| Frekvenca srčnega utripa (FSU)   | 70 utripov na minuto      | 60–100 utripov na minuto |
| Minutni volumen srca (MVS)       | 4,9 L/min                 | 4,0–8,0 L/min            |

Končni sistolični volumen desnega prekata znaša normalno med 50 in 100 ml.